# USS Tennessee (BB-43)
USS Tennessee (BB-43) – amerykański pancernik typu Tennessee z okresu II wojny światowej. Był to trzeci okręt w historii United States Navy noszący nazwę upamiętniającą 16 stan USA.

## Historia
Zamówienie na budowę okrętu zostało złożone 28 grudnia 1915 w stoczni New York Navy Yard. Stępkę pod budowę okrętu położono 14 maja 1917. Wodowanie okrętu miało miejsce 30 kwietnia 1919, wejście do służby 3 czerwca 1920. Matką chrzestną była córka gubernatora stanu Tennessee.
Przy budowie okrętu zastosowano rozwiązania konstrukcyjne opracowane na podstawie analizy uszkodzeń okrętów podczas bitwy jutlandzkiej. Wzmocniono m.in. opancerzenie podwodnej części kadłuba, a także zainstalowano niezależne centrale kierowania ogniem dla dział artylerii głównej i pomocniczej. Nowością było także zwiększenie kąta podniesienia dział artylerii głównej do 30 stopni, co znacznie zwiększyło zasięg prowadzonego ognia.
Tuż po zakończeniu prób na morzu, doszło do eksplozji jednego z generatorów, w wyniku czego rannych zostało dwóch członków załogi. Z powodu wypadku i związanego z nim remontu, okręt mógł opuścić Nowy Jork dopiero 28 lutego 1921. Po kolejnej serii prób i testów 19 czerwca okręt przybył do San Pedro w Kalifornii. Port ten pozostawał jego macierzystą bazą przez kolejne 19 lat. Okręt działając w ramach Floty Pacyfiku, uczestniczył w regularnych ćwiczeniach i manewrach na morzu. W 1925 uczestniczył w manewrach które zakładały współpracę z siłami lądowymi przy obronie Hawajów.

## II wojna światowa
7 grudnia 1941 w czasie gdy japońskie samoloty rozpoczęły atak „Tennessee” stał zakotwiczony w Alei Pancerników w Pearl Harbor. Okręt przy pomocy artylerii przeciwlotniczej odpierał atak Japończyków. W wyniku ataku odniósł niewielkie uszkodzenia. Naprawę w stoczni wykorzystano do wzmocnienia uzbrojenia przeciwlotniczego i zamontowania radaru kierowania ogniem. W lutym 1942 okręt rozpoczął ćwiczenia z wchodzącą w skład Floty Pacyfiku grupą okrętów „Task Force 1". 14 sierpnia okręt wszedł do bazy Puget Sound gdzie został poddany modernizacji, która zakończyła się w maju 1943. Na okręcie przebudowano nadbudówkę, a także wzmocniono obronę przeciwlotniczą, wyposażoną w nowy radarowy system kierowania ogniem. W czerwcu zabezpieczał lądowanie marines na Aleutach, gdzie po raz pierwszy wspierał walczące na lądzie wojska ogniem działa artylerii głównej. W listopadzie uczestniczył w walkach o Tarawę podczas których wziął udział w zatopieniu japońskiego okrętu podwodnego I-35. 31 stycznia 1944 rozpoczął ostrzał japońskich pozycji w rejonie wysp Marshalla. W 1945 okręt wspierał walczące wojska w walkach o Iwo Jimę i Okninawę.
Okręt został wycofany ze służby 14 lutego 1947. 10 lipca 1959 sprzedano go na złom.